# Panopsis multiflora
Panopsis multiflora är en tvåhjärtbladig växtart som beskrevs av Adolpho Ducke. Panopsis multiflora ingår i släktet Panopsis och familjen Proteaceae. Inga underarter finns listade i Catalogue of Life.